# Камподеїди
Камподеїди (Campodeidae) — родина прихованощелепних комах з ряду двохвостів (Diplura). Існує щонайменше 30 родів і 280 описаних видів.

## Опис
Тіло завдовжки від 0,4 до 1,2 см, білого або жовтого кольору. Цих блідих безоких шестиногих членистоногих можна впізнати за двома довгими, багаточленичними церками на кінці черевця. Дихання відбувається за допомогою стигм на грудях. Черевні дихальця відсутні.

## Розмноження
Зазвичай яйця відкладаються в ґрунт. Спочатку молодняк нерухомий, але поступово стає активнішим і стає схожим на маленьких дорослих особин.

## Класифікація
- Campodea Westwood, 1842 i c g
- Campodella Silvestri, 1913 g
- Cestocampa Conde, 1955 g
- Clivocampa Allen, 1994 i c g
- Condeicampa Ferguson, 1996 i c g
- Edriocampa Silvestri, 1933 g
- Eumesocampa Silvestri, 1933 i c g
- Eutrichocampa Silvestri, 1902 g
- Haplocampa Silvestri, 1912 i c g b
- Helladocampa Conde, 1984 g
- Hemicampa Silvestri, 1911 i c g
- Hystrichocampa Conde, 1948 g
- Juxtlacampa Wygodzinsky, 1944 g
- Lepidocampa Oudemans, 1890 i c g
- Libanocampa Condé, 1955 g
- Litocampa Silvestri, 1933 i c g
- Meiocampa Silvestri, 1933 i c g
- Metriocampa Silvestri, 1911 i c g
- Oncinocampa Conde, 1982 g
- Onychocampodea Pierce, 1951 g
- Orientocampa Allen, 2002 i c g
- Parallocampa Silvestri, 1933 i c g
- Paratachycampa Wygodzinsky, 1944 g
- Patrizicampa Conde, 1956 g
- Plusiocampa Silvestri, 1912 i c g
- Podocampa Silvestri, 1932 i c g
- Remycampa Conde, 1952 g
- Tachycampa Silvestri, 1936 g
- Torocampa Neuherz, 1984 g
- Tricampa Silvestri, 1933 i c g
- Turkmenicampa Sendra, 2019[6]
- Whittencampa Sendra & Deharveng, 2020[7]

Data sources: i = ITIS, c = Catalogue of Life, g = GBIF, b = Bugguide.net